# Chris Livingston
Christopher Livingston, detto Chris (Akron, 15 ottobre 2003), è un cestista statunitense, professionista nella NBA con i Milwaukee Bucks.

## Carriera
Dopo aver trascorso una stagione con i Kentucky Wildcats, nel 2023 si dichiara per il Draft NBA, venendo selezionato dai Milwaukee Bucks con la cinquantottesima scelta assoluta.

## Statistiche

### College
| Anno      | Squadra           | PG | PT | MP   | TC%  | 3P%  | TL%  | RP  | AP  | PRP | SP  | PP  |
| --------- | ----------------- | -- | -- | ---- | ---- | ---- | ---- | --- | --- | --- | --- | --- |
| 2022-2023 | Kentucky Wildcats | 34 | 26 | 22,4 | 42,9 | 30,5 | 72,2 | 4,2 | 0,7 | 0,4 | 0,4 | 6,3 |
| Carriera  | Carriera          | 34 | 26 | 22,4 | 42,9 | 30,5 | 72,2 | 4,2 | 0,7 | 0,4 | 0,4 | 6,3 |

### NBA

#### Regular Season
| Anno      | Squadra         | PG | PT | MP  | TC%  | 3P%  | TL%  | RP  | AP  | PRP | SP  | PP  |
| --------- | --------------- | -- | -- | --- | ---- | ---- | ---- | --- | --- | --- | --- | --- |
| 2023-2024 | Milwaukee Bucks | 21 | 0  | 4,3 | 50,0 | 20,0 | 75,0 | 1,0 | 0,2 | 0,1 | 0,0 | 1,2 |
| 2024-2025 | Milwaukee Bucks | 21 | 1  | 5,0 | 33,3 | 0,0  | 75,0 | 1,7 | 0,2 | 0,2 | 0,0 | 1,4 |
| Carriera  | Carriera        | 42 | 1  | 4,7 | 40,8 | 7,7  | 75,0 | 1,3 | 0,2 | 0,2 | 0,0 | 1,3 |

#### Playoffs
| Anno     | Squadra         | PG | PT | MP  | TC%  | 3P% | TL% | RP  | AP  | PRP | SP  | PP  |
| -------- | --------------- | -- | -- | --- | ---- | --- | --- | --- | --- | --- | --- | --- |
| 2024     | Milwaukee Bucks | 2  | 0  | 3,0 | 100  | -   | 0,0 | 0,0 | 0,0 | 0,0 | 0,0 | 1,0 |
| 2025     | Milwaukee Bucks | 2  | 0  | 2,5 | 0,0  | 0,0 | -   | 0,5 | 0,0 | 0,0 | 0,0 | 0,0 |
| Carriera | Carriera        | 4  | 0  | 2,8 | 50,0 | 0,0 | 0,0 | 0,3 | 0,0 | 0,0 | 0,0 | 0,5 |

### G League
| Anno      | Squadra        | PG | PT | MP   | TC%  | 3P%  | TL%  | RP  | AP  | PRP | SP  | PP   |
| --------- | -------------- | -- | -- | ---- | ---- | ---- | ---- | --- | --- | --- | --- | ---- |
| 2023-2024 | Wisconsin Herd | 21 | 19 | 27,2 | 48,2 | 37,1 | 48,0 | 6,9 | 1,2 | 1,2 | 1,0 | 13,7 |
| 2024-2025 | Wisconsin Herd | 18 | 13 | 29,5 | 48,5 | 30,1 | 82,8 | 8,1 | 2,0 | 1,1 | 0,5 | 18,1 |
| Carriera  | Carriera       | 39 | 32 | 28,2 | 48,4 | 33,6 | 72,3 | 7,5 | 1,6 | 1,1 | 0,7 | 15,7 |

## Premi e riconoscimenti
- McDonald's All-American (2022)